# Miroslav Krejčí
Miroslav Krejčí (* 4. November 1891 in Reichenau an der Kněžna, Bezirk Reichenau an der Kněžna, Österreich-Ungarn; † 29. Dezember 1964 in Prag, Tschechoslowakei) war ein tschechischer Komponist, Musikpädagoge und Hochschullehrer.

## Leben
Nachdem er bereits während der Schulzeit in Rychnov/Reichenau Klavier-, Orgel- und Theorieunterricht erhalten hatte, studierte Miroslav Krejčí 1910–1914 Naturgeschichte, Geographie und Musikwissenschaft an der Prager Karls-Universität sowie 1911–1913 privat Komposition bei Vítězslav Novák. Noch während des Ersten Weltkriegs begann er 1915 als Lehrer  an Gymnasien in Prag und Leitmeritz zu arbeiten – ein Beruf, den er in der Folge bis 1943 beibehielt. 1943–1953 war Krejčí Professor für Komposition am Prager Konservatorium. 1946 wurde er zum Mitglied der Tschechischen Akademie der Wissenschaften und Künste gewählt.

## Werke (Auswahl)

### Oper
- Sommer. Oper nach dem gleichnamigen Stück von Fráňa Šrámek, Libretto: Miroslav Krejčí (1937)[1]
- Der letzte Hejtman oder Hejtman Talafús. Oper nach dem Roman „Bratrstvo“ (Bruderschaft) von Alois Jirásek, Libretto: Eva Klenová (1944)[2]

### Weitere Vokalwerke
- Hochzeitslied. Kantate nach Worten von Sappho (1926)
- Der Tod Christi. Oratorium (1937–1940)
- An das tschechische Volk. Kantate nach Worten von Jaromír Hořejš (1939)
- Messe D-dur (1945)
- Liebe schöner. Kantate nach Worten von Josef Kainar (1955)
- Heimatland. Kantate (1958)
- Frieden (1959)

### Orchesterwerke
- Sinfonie f-Moll (1915)
- Suite (1917)
- Král Lávra. Ein fröhliches Stück über den Ohrenkönig nach dem Gedicht von Karel Havlíček Borovský (1917)
- Kleine Suite (1927)
- Leben und Zeit (1927)
- Volksfest (1941)
- Aus Havlíčkův Brod (1941)
- Partita im alten Stil (1943)
- Sinfonie g-Moll (1946)
- Tschechische Tänze (1948)
- Tanzsuite (1950)
- Fröhliche Tänze (1953)
- Sinfonie D-Dur „Auf ein freudiges Morgen“ (1954)
- Vier Stücke nach Bildern von Max Švabinský (1955)
- Sinfonie A-Dur „Pax hominibus“ (1956–1957)

### Soloinstrument und Orchester
- Konzert für Viola und Orchester (1947)
- Konzert für Klarinette und Orchester (1949)
- Konzertantes Capriccio für Viola mit Begleitung von Blasinstrumenten und Pauken (1950)

### Duo und Kammermusik
- Tänze für Klavier zu vier Händen (1928)
- Sonaten mit Klavier
- Sieben Streichquartette
- Drei Bläserquartette
- Vier Streichquintette
- Streichsextett (1935)
- Septett (1945)
- Zwei Nonette (1940; 1954)

### Klavier solo
- Von Freuden und Liebe (1914)
- Aus dem Leben (1921)
- Variationen über ein Thema von Vítězslav Novák (1952)

### Orgel solo
- Drei Stücke (1926)
- Sonate gis-Moll (1943)
- Choralvorspiele zu alttschechischen geistlichen Liedern (1947)
- Pastorale, Variationen und Fuge (1948)
- Toccata, Arioso und Chaconne (1954)
- Sonate b-Moll (1954)

Darüber hinaus zahlreiche weitere Solostücke, Duos und Kammermusik, Lieder, Chöre sowie Stücke für den Unterhaltungsbereich. Er arrangierte auch tschechische Volksmusik und betätigte sich bei der musikwissenschaftlichen Edition alter tschechischer Musik. 